# Machinada
Las machinadas fueron unas revueltas producidas en el País Vasco en varios momentos a lo largo del siglo XVIII por diversos motivos. Las más importantes fueron las de 1718, 1755 y 1776. Toman su nombre de «machín» (del vasco matxin), equivalente al antropónimo Martín, aplicado en Vizcaya —y luego extendido a Guipúzcoa y a Álava— «a todo hombre rústico y mozo de trabajo, especialmente a los de las herrerías, y, posteriormente, sinónimo de aldeano vasco, cuya acción en revuelta recibe la denominación de machinada». Solían enfrentar a las clases populares (campesinos y ferrones) con las clases aristocráticas o con los representantes del poder real.
Las causas de estas machinadas solían ser varias:
- Económicas: la escasez de grano o la imposición de impuestos o aranceles en época de carestía podía provocar la rebelión de los campesinos, secundadas por los trabajadores de las herrerías. Así sucedió en 1739 en Azpeitia, en que el precio del pan fue la causa principal de la revuelta.

- Políticas: las provincias vascas disfrutaban de unos fueros reales generosos que garantizaban privilegios como la "hidalguía universal" de vizcaínos y guipuzcoanos, la exención fiscal de ciertos productos o la exención del servicio militar. El intento de rebajar o anular estas ventajas políticas, económicas y sociales también llevó a levantamientos, como el de 1731 en Irún por una leva militar, o la Matxinada de 1718, uno de cuyos catalizadores fue el real decreto del año anterior que trasladaba las aduanas del puerto interior al puerto de mar, lo que suponía un grave perjuicio para el comercio vizcaíno.

- Sociales: tras las guerras de bandos de finales de la Edad Media, las mayores tensiones sociales se producían ahora entre los sectores rurales (donde los campesinos y los jaunchos compartían intereses) y la naciente burguesía, que solía aparejar el poder político provincial y real. En este contexto, las Matxinadas también pueden interpretarse como levantamientos de los campesinos contra el poder de las ciudades.

## Historia
En agosto de 1717, tres años después de su victoria en la guerra de sucesión española, el nuevo rey Felipe V ordenó trasladar las aduanas del País Vasco del interior (situadas en Orduña, Vitoria y Valmaseda) a la costa (a los puertos de Bilbao, San Sebastián e Irún) con la finalidad de incrementar los ingresos fiscales de la Monarquía. La decisión provocó una gran protesta porque las «provincias vascas» perdían así uno de sus principales «privilegios» (que las mercancías que entraban en sus puertos no pagaran ningún arancel). Entre el 4 y el 5 de septiembre los campesinos de los alrededores de Bilbao asaltaron las casas de los notables de la villa y amenazaron con destruir toda la población al haber corrido el rumor de que las autoridades locales estaban en connivencia con la administración central. Durante dos meses Bilbao quedó completamente sitiada por los machines y sólo la llegada de una fuerza militar enviada por el gobierno logró restablecer el orden. Finalmente Felipe V se vio obligado a dar marcha atrás y en 1722 decidió que las aduanas volvieran a sus lugares tradicionales en el interior y en 1726 concedió un indulto general a los participantes en la machinada. En 1727 el rey y los diputados de la «provincia» firmaban unos «capitulados» en los que se reconocía la libertad de introducción de mercancías para el consumo o comercio interior.
En 1755 se produjo una nueva revuelta relacionada con la fundación de ferias de ganado en Tolosa, Segura y Vergara. El año anterior se había prohibido la exportación de ganado bovino con la consiguiente represión de los campesinos que se saltaron la orden, acuciados por la perspectiva de una escasa producción de nabos con los que alimentar a los animales a causa de las heladas. Inmediatamente comenzaron a aparecer pasquinas llamado la revuelta que recordó a «los funestos meses de 1718».
Más importante fue la machinada de 1766 que se produjo en el contexto del motín de Esquilache que se extendió por toda España. En el País Vasco tuvo un carácter de motín rural (a diferencia, por ejemplo, de Madrid, donde fue una revuelta fundamentalmente urbana). Comenzó en Azpeitia, Azcoitia y Loyola y se propagó a otras poblaciones y caseríos en un momento en que el cereal escaseaba. Los machines demandaban «pan, vino y carbón», lo que les enfrentó con los propietarios —laicos y eclesiásticos— y con las autoridades. Hasta finales de 1766 no se llegó a restablecer la situación.